# 台北國際汽機車零配件展覽會
台北國際汽機車零配件展覽會 TAIPEI AMPA（英語：Taipei Int’l Automobile & Motorcycle Parts & Accessories Show）是一項由中華民國對外貿易發展協會主辦的國際級汽機車零配件展覽平台。
該展覽最早是在1984年首度辦理，一開始為台北國際汽車零配件展覽會（英語：Taipei Int'l Auto Parts and Accessories Show）並且是全球第四大，亞洲第二大汽車零配件產業展覽。自2007年起，除了與台北國際車用電子展覽會在同一時間進行展示以外，另外也和該展覽聯手舉辦「創新設計產品獎」，鼓勵台灣廠商研發品質更好的相關零配件產品，以利整車工廠的技術合作與採購。
另外，台北國際汽車零配件展覽會從2008年開始，為了因應台北南港展覽館的啟用，展覽地點也會從原本的台北世界貿易中心改在新的南港展覽1館 TaiNEX 1，讓更多廠商能夠參與此項盛會，而同一時間在南港展覽1館 TaiNEX 2的展覽，則會讓台北國際車用電子展覽會與台灣國際機車產業展覽會同時進行，以發揮汽機車產業的最高附加價值與效益。

## 下屆展覽 (2025)
「台北國際汽車零配件展(Taipei AMPA)」、「台北國際車用電子展(Autotronics Taipei)」、以及「台灣國際智慧移動展 (2035 E-Mobility Taiwan)」三展訂於2025年4月23日－4月26日於台北南港展覽館同期舉辦。

## 展覽緣起
亞洲地區的整車產業，已經達到一個發展的瓶頸，工廠大多以歐美地區為主，亞洲僅剩下日本仍有整車的製造商，而台灣在汽機車零配件方面，品質日趨穩定，且受到國際整車大廠注意，因此成為台灣地區新興的汽機車相關產業，並持續攀升中。雖然在1980年代，台灣汽機車零配件產業發展已受到矚目，但國際壓力、商標經營權問題，一直是台灣在此產業發展的一大阻力。
於是，當時的交通銀行技術處處長譚申福就在1981年1月創立「機械工業零配件展示中心」，希望藉由此中心的成立，讓機械與零配件產業能順利發展。
也因為此中心的成立，進而使得第六屆亞洲汽機車零配件展覽會在1981年6月於台北市的松山機場外貿協會展覽館順利舉辦，並且獲得各國買主與整車廠商的好評，甚至更在其後的1984年5月，順利與協辦的台灣區車輛工業同業公會，合作打造專屬於台灣的「第一屆台灣車輛及零配件展售會」，也讓汽機車零配件產業發揚光大，而這個展覽，就是現今眾所皆知的「TAIPEI AMPA台北國際汽機車零配件展覽會」。

## 歷屆亮點活動與展區

### 創新產品獎
是在2007年首度設立，與台北國際車用電子展覽會聯合舉辦的創新產品設計競賽，但是評選則是分組進行的，其用意是為了鼓勵台灣廠商開發優質與創新的汽機車零配件，並將其推展到國際市場，而此項活動的入圍作品，大多數較有機會獲得台灣精品獎的肯定，但零配件競賽領域，亦包含自行車產業，因此此項產品徵選，可以說是百家爭鳴的一個競賽。

### 海峽兩岸展區
為了推廣兩岸之間的汽機車零配件產業的發展，中國貿易促進委員會在2006年起，在展覽前與外貿協會合作，進行招商，以鼓勵中國廠商參展，並且設置專門的「海峽兩岸展區」，稱之「海峽兩岸汽機車零配件展」，而此項分區，係屬推廣性質之展區。

### 買主之夜
參展廠商與參觀展覽之買主的聯誼酒會，通常是在展覽第一天舉行，在「買主之夜」中，除了主舞台都會進行一連串的表演活動之外，周邊也會有藝術品攤位，提供參與者現場訂製，此外也包含特色美食的試吃等。

## 展覽歷史演進

### 「台灣車輛及零配件展售會」時期
第一屆（1984年5月1日─5月5日）
- 外貿協會首度在台北松山機場的外貿協會展覽館，舉辦「台灣車輛及零配件展售會」，吸引了各類零配件廠商參展，自行車零配件廠商為91家，租用155個攤位，機車零配件廠商為16家31個攤位，橡膠製品廠商有4家9個攤位，而參展最熱烈者，則是汽車零配件廠商，有111家承租185個攤位[2]，但鑑於首度舉辦與展覽品質之要求，因此並未對外開放。

第二屆（1985年5月1日─5月5日）
- 當屆展覽首度於展覽最後收尾期間，開放一般民眾參觀，並且，經濟日報也印製了展覽特刊給參觀者與廠商[3]。

第三屆（1986年5月21日─5月25日）

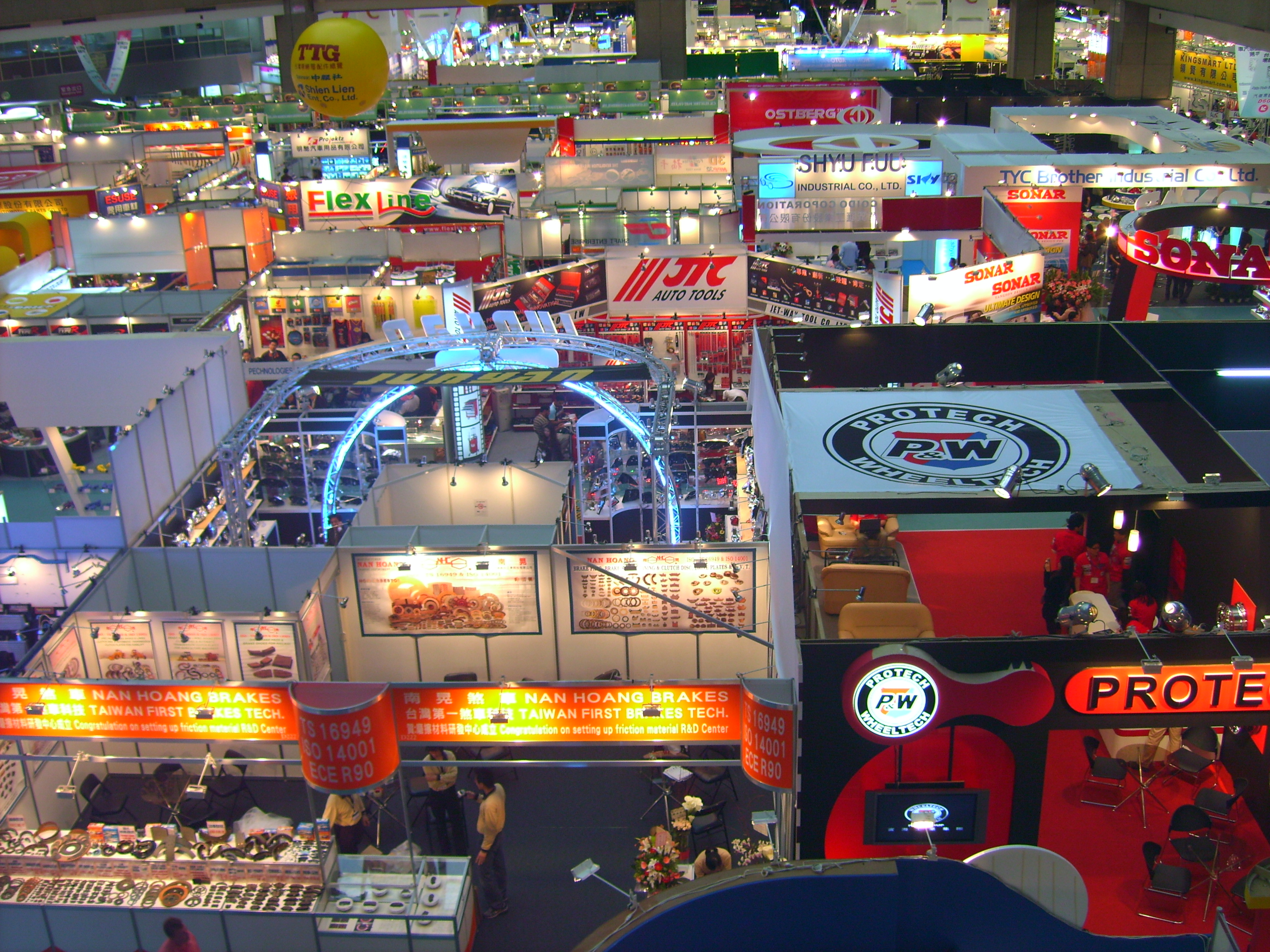
從第三屆起就固定在台北世界貿易中心展覽館展出的汽機車零配件展，在2007年最後一次使用此展館，預計從2008年開始，在台北南港展覽館啟用後，可望解決攤位不足的問題。

- 中國經濟通訊社與環訊貿易風雜誌，獲得主辦單位許可，編印大會手冊與廠商名錄[4]。
- 此項零配件展自本屆起，固定於台北世界貿易中心進行展出[5]。

第四屆（1987年5月21日─5月25日）
- 在中國經濟通訊社獲得亞洲汽機車零配件展的台灣區展覽招商代理權後，贊助印製展覽會名錄與大會手冊的中經社，也在此項展覽中，和亞洲地區其他國家的汽機車零配件展相關承展單位進行合作洽談[6]。
- 在各國的廠商採購團中，以中東的科威特、伊拉克、沙烏地阿拉伯等國家的採購團最受矚目[7]。
- 汽車整車展常見的「香車模特兒」，也在零配件展的機車零配件區域中首度出現[8]。
- 在台北國際自行車展覽會尚未開辦之前，曾有自行車的整車在展區中亮相，特別是本田汽車的Fusion 250最受矚目，而台灣則是由光陽汽車引進[9]。

### 「台北國際汽車暨零配件展覽會」時期
第五屆（1988年5月21日─5月25日）

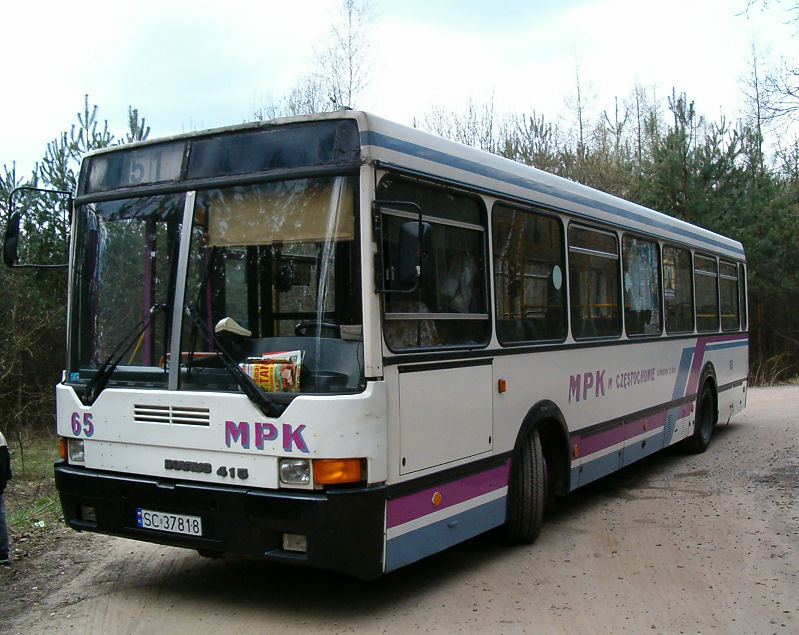
IKARUS的巴士在展場中曾一度亮相，也成為話題之一。

- 因為台北國際自行車展覽會在當年首辦，並於同一時間進行機車展，因此當年僅以汽車與零配件展作為主題，卻因而提升為國際級展覽；同一時間，主辦單位也進行「優良展覽攤位評選」，希望藉由此活動，能選出展覽會中的優良廠商，進而將之推廣至外銷市場[10]。

第六屆（1989年5月13日─5月17日）
- 東歐匈牙利IKARUS的客運巴士車，首度在本展覽中亮相，這款公車是在1985年製造，可容納43個座位，但因為車體內有簡體字樣「車箱和車輛廠白城廠」，加上引進此車體的康富豪工程顧問公司並未說明任何原因，進而遭到主辦單位外貿協會質疑中國大陸吉林製造的品質，並成為展覽中爭議的焦點[11][12]，其後，此公司旗下的客運車體，也成為台北市公車處（即「大都會客運」）後來採用的客運車。

第七屆（1990年5月14日─5月18日）

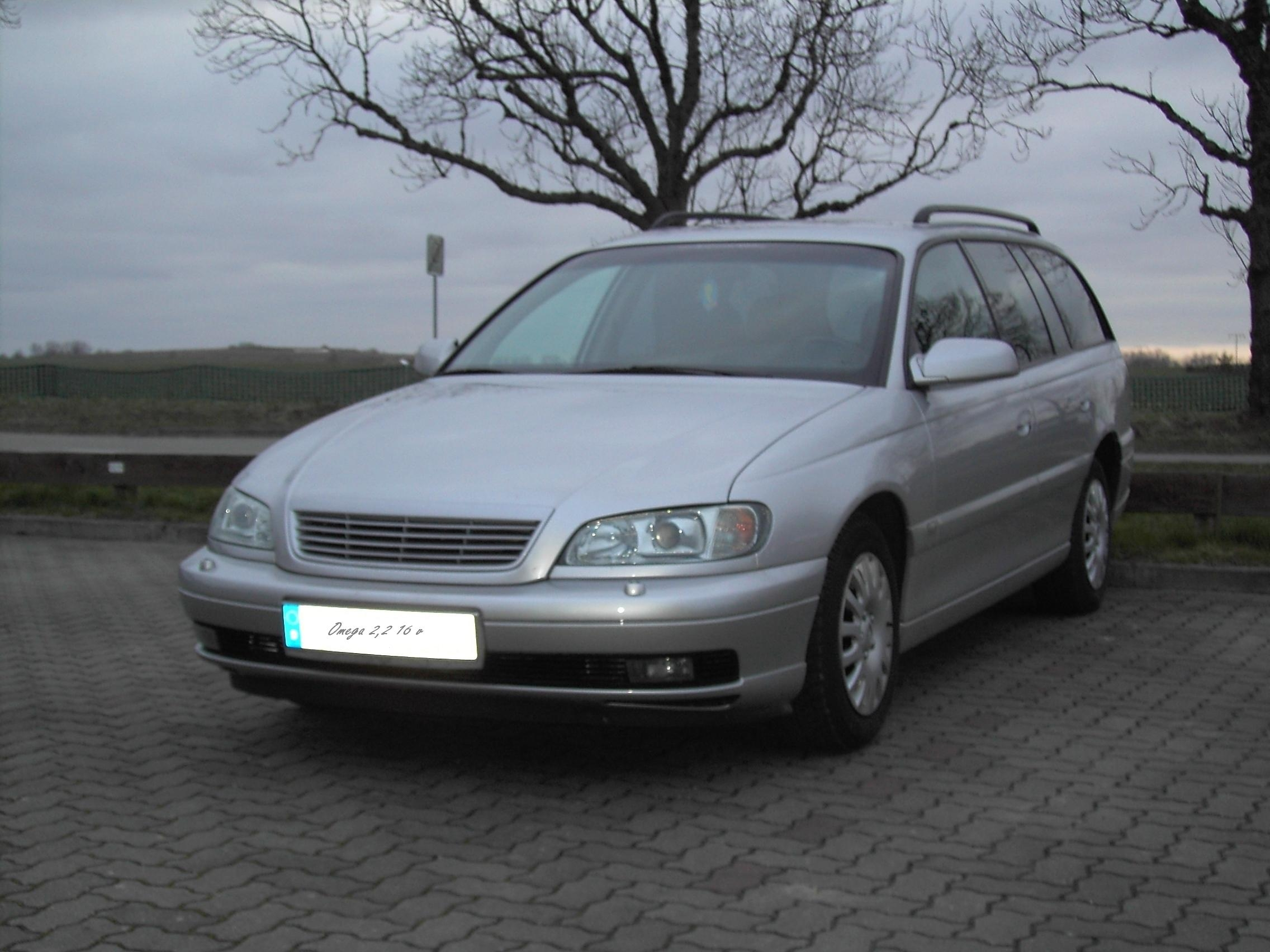
歐寶汽車的旗下相關車系，曾一度風靡展場。

- 美國通用汽車在「美國館」展區，以80個攤位的大規模展示八款新車，當中包含西德歐寶汽車的Omega、Vectra；此外，更獲得外貿協會的「優良攤位設計獎」第一名榮譽[13][14]。
- 台灣的貿易商富浩公司引進了針對政府高級官員設計的Benz 560 SEL防彈汽車，並首度在此展覽中展出，但因為法令的配套方案問題，仍有爭議點存在，其中，中華賓士更指出，進口防彈玻璃及全車防彈汽車都需要警政單位的特別許可才能引進，倘若防彈車遭到歹徒採用並加強火力，會對治安造成嚴重的威脅[15]。

第八屆（1991年5月15日─5月19日）
- 外貿協會與經濟部工業局，首度規劃主題館─「汽車原廠零件委託製造廠形象區」，展示國內製造引擎、引擎電裝、引擎零組件、傳動部分、轉向部分、煞車系統、車身、車身零組件、車身電系及模具十大類產品的成果，參展廠商皆為台灣地區的代工廠商[16]。
- 由於整車廠商並未參展，因此，週邊附屬商品與零配件，成為參觀者聚焦的話題，也因此，這項展覽也從整車與零配件均分，變成專為周邊商品設計的國際性專業展覽[17]。

### 「台北國際汽機車零配件展覽會」時期
第九屆（1992年5月15日─5月19日）
- 由台灣廠商漢源技研股份有限公司自行研發的概念機車─UEN1，在本展覽中亮相，引擎400CC、60馬力，加上車體結構多為可回收再利用的零配件，因而受到國際買主的重視[18][19]。
- 自從1988年，機車相關產業展區納入台北國際自行車展後，本屆展覽再度重新收回機車相關展區[20]。
- 因為主辦單位在展覽會開幕典禮公佈的1991年台灣汽車產業外銷數據，與協辦單位台灣車輛工業同業公會公佈的海關數據相差三億元，引發各家媒體的爭論，主辦單位也在察覺此問題後，已要求相關單位必須向相關公協會索取各產業產品編號，以避免統計上的錯誤與數據雙胞問題[21]。

第十屆（1993年5月6日─5月9日）
- 台灣的新旅程公司，首度在展會中展示概念型個人電動車「P-Car」（規格：長192cm，寬96cm，重420kg），是一款具有充電功能的電動機車，也因為環保與藝術設計，進而受到各方買主的重視[22]。
- 由於大哥大的普及，一般在資訊產業相關展覽才能看到的車用通訊設備，也在本展覽會中亮相[23]。

第十一屆（1994年5月17日─5月20日）

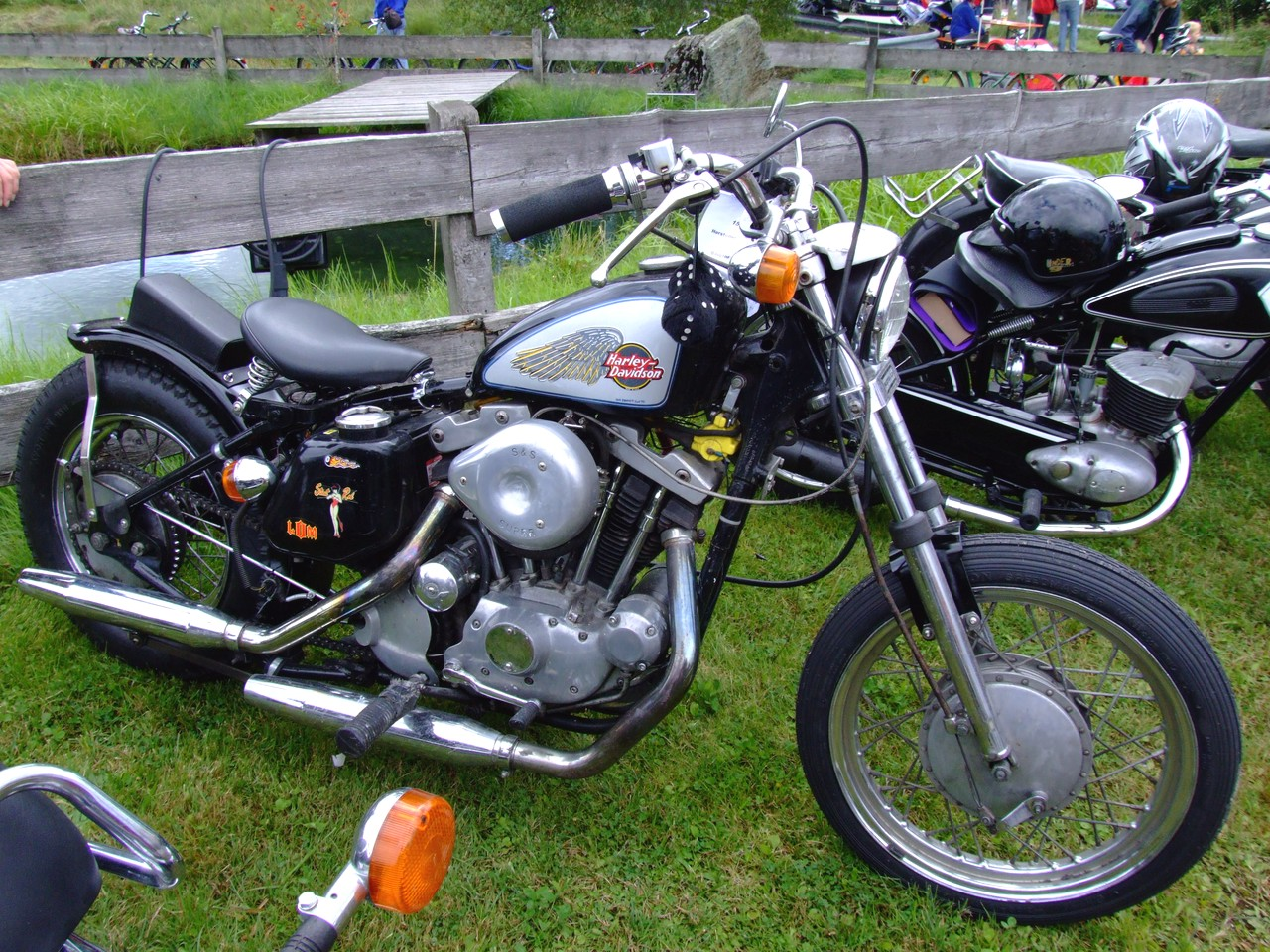
哈雷機車一度在本展覽中登場，但礙於法令問題，台灣延遲了很久才上路。

- 動態表演首度在展會中登場，其中以哈雷機車的特技與服裝表演，最受參觀者的歡迎[24]；另外，美國哈雷機車和德國BMW機車的整車與周邊產品，雖然因為台灣的法令限制，無法在台灣上路，但展覽會中的引進與展示，已然在展場中引發「勞斯萊斯機車風」的話題[25]。
- 為了提升環保意識，部分參展廠商也引進了天然氣汽車（簡稱「瓦斯車」）的相關配件與整車，受到計程車相關產業的歡迎；但因為台灣法令問題，瓦斯車的正式上路，則延遲至1995年3月與4月實行，而實行之前的過渡期間，經濟部也允許了各大加油站，可以設置定點的加氣站[26]。

第十六屆（1999年5月15日─5月18日）
- 車用電子產業與電動汽機車相關產業，是這項展覽中的焦點，並且，環保訴求的相關週邊產品（例：鎳氫電池）與整車檢測產品，都是各家廠商交流的話題[27]。

第十七屆（2000年5月17日─5月20日）
- 因為台灣加入世界貿易組織與關稅降低的關係，台灣的整車產業大幅衰退，零配件產業成為後起之秀，且零配件相關廠商也正積極準備電子商務的相關配套措施[28]。

第十八屆（2001年5月19日─5月22日）
- 主辦單位為了推展台灣汽機車的相關測試研發計畫，邀請了財團法人車輛研究測試中心參展，並展示行車安全與相關技術的研發成果，另外也包含各國整車與零配件認證控管[29]。

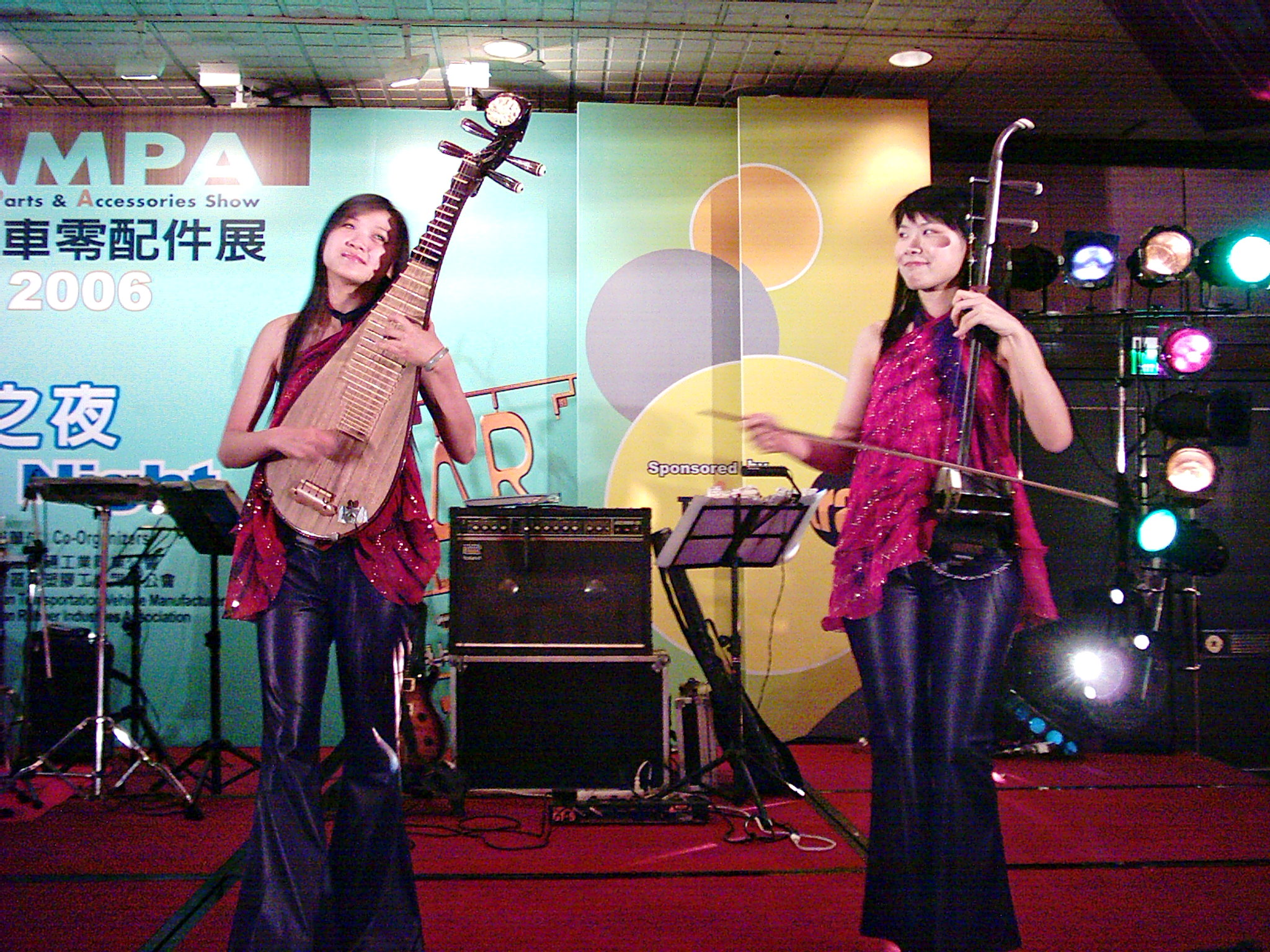
因為展覽規模日益擴大，加上知名度的關係，買主歡迎酒會現在也成為這項展覽的重點活動。

第二十屆（2004年5月24日─5月27日）
註：因為2003年SARS疫情的影響，該項展覽取消，改為「台北國際汽機車零配件型錄展」，並增設網路展覽平台。
- 因為台北世界貿易中心展覽三館在2003年下半季啟用，獲得台北國際電腦展參展商與相關單位的好評，進而使得該展覽得以新增世貿三館與一館二樓展區，讓展覽規模擴大，也正式讓本展覽成為亞洲第一大，世界第三大汽機車零配件展覽會[32]；另外，主辦單位也在展覽中，舉行二十週年歡迎酒會，其後，這項歡迎酒會，也成為每年歡迎國際買主的一項重要盛會。

第二十一屆（2005年5月13日─5月16日）
- 長期協助外貿協會印製大會廠商名錄與展覽手冊的中國經濟通訊社，也和主辦單位合作，設置商務中心，提供參展廠商與國際買主進行商機交換，另外也在展會期間，發行汽機車零配件專刊，贈送給參展商與國際買主[33]。
- 由於裕隆汽車董事長嚴凱泰與汽車相關產業推展「IA整車計畫」（I代表「資訊電子業」，A代表「汽車業」）[34]的關係，讓車用電子在本展覽中得以重視，並且，相關的行車安全應用（包含CCD監視系統、感測器等）也獲得國際買主的青睞[35]。

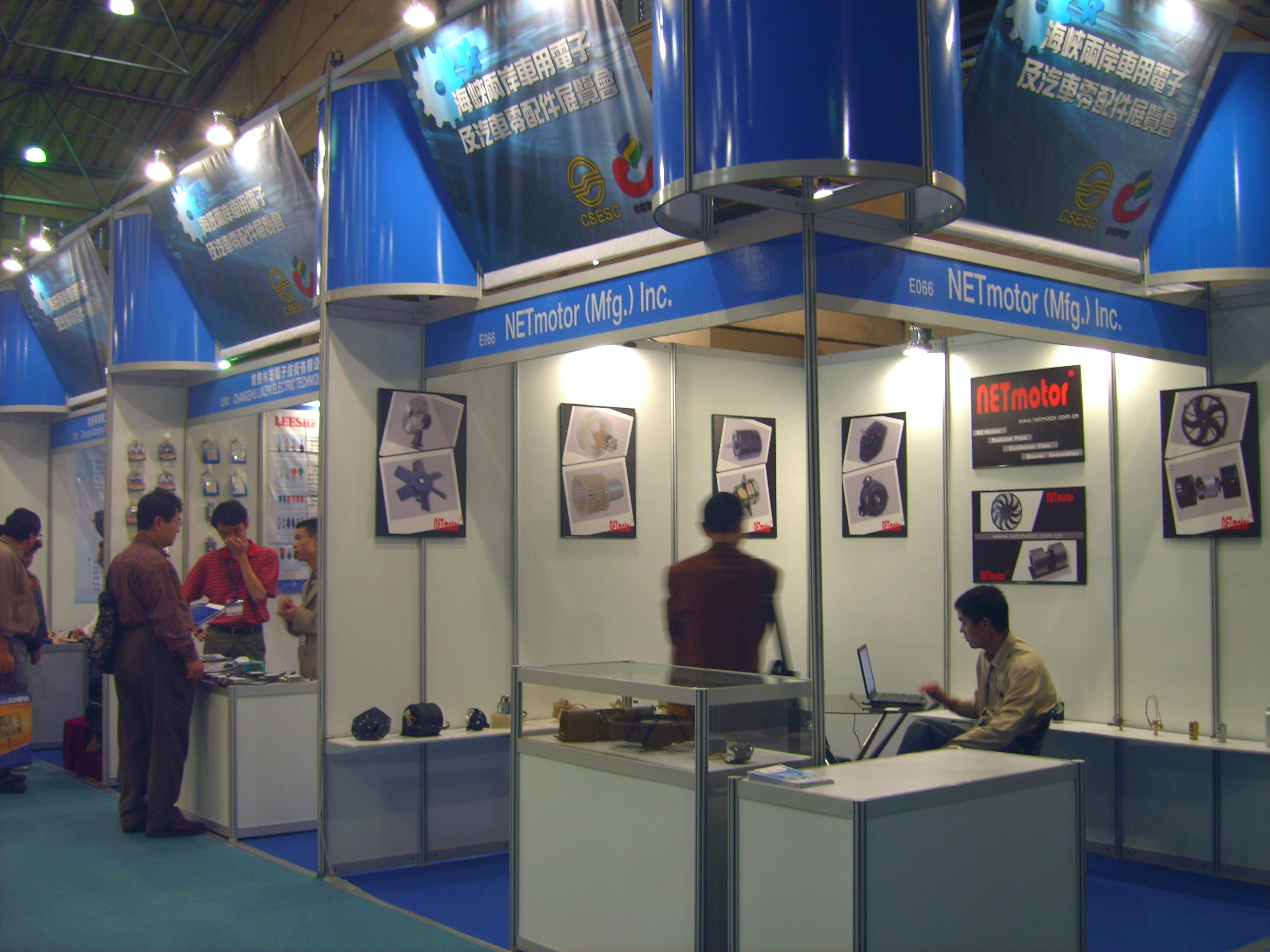
「海峽兩岸展區」在2006年就已經設立。

第二十二屆（2006年5月19日─5月22日）
- 「海峽兩岸汽機車零配件展」在台北國際會議中心同步展示，此項推廣性質的展覽，也正式成為台北國際汽機車零配件展的一環。
- 聯合報系旗下的經濟日報，也和外貿協會與展覽前的5月8日，舉辦「台灣汽機車零配件產業論壇」，為展覽進行暖身[36]。

第二十三屆（2007年4月2日─4月5日）
- 由中華民國資訊軟體協會主導的主題館─「汽車產業e化專區」，首度在展覽中登場，以展示汽車產業電子化解決方案為主，當中，也邀請財團法人中衛發展中心也和台灣OMRON參與「提升汽車零組件製造廠─精密時程管理e化策略論壇」，來探討汽車產業電子化的成效與未來[37]。
- 由中國貿易促進委員會主導的「海峽兩岸汽機車零配件展」，移師台北展演二館進行，並和首度舉行的「海峽兩岸車用電子展」同步進行。

第二十四屆（2008年4月9日─4月12日）
- 此項展覽雖然會持續和台北國際車用電子展覽會與台灣國際機車產業展同步進行，但基於規模考量，會正式轉移至台北南港展覽館進行展覽，以解決攤位不足之問題。

### 「DigitalGO」數位轉型時期
第三十六屆（2020年月日─4月日）
- 2020年，由於受到新型冠狀肺炎疫情影響，由外貿協會主辦之AMPA展品牌旗下包含：「台北國際汽車零配件展(Taipei AMPA)」、「台北國際車用電子展(Autotronics Taipei)」、「台灣國際機車產業展(Motorcycle Taiwan)」原訂於2020年4月15日至18日辦理，為顧及參展廠商及買主參展效益及健康安全，外貿協會經審慎評估後，決定將AMPA三展延期至2020年10月21日至24日在南港展覽2館辦理。
- 因應全球疫情影響，國際相關產業實體展紛紛停辦或縮減，AMPA展也進入數位轉型階段。本屆以線上展為主，實體展為輔。
- 推出線上展平台及相關服務，包含「廠商型錄展示」、「新產品發表會」、「展場直擊」、「直播論壇」、「Online Chat」、「視訊採購洽談會」。

第三十七屆（2021年月日─4月日）
- 2021年在全球疫情的衝擊下，AMPA展也積極進行轉型，並將原先「台灣國際機車產業展(Motorcycle Taiwan)」整併入「台北國際汽機車零配件展(TAIPEI AMPA)」。
- AMPA展也成為在全球重要汽配展中，未受疫情影響停辦實體展，並且是第一個成功同時Hybrid辦理實體展及線上展(AMPA Online)的汽機車零配件展覽。
- 首度與台灣車聯網產業協會(Taiwan Telematics Industry Association, TTIA)，共同合作籌組「車聯網主題館」，徵集包括精英電腦、台灣是德、寶儷明、銓鼎科技等共10家智慧運輸及車聯網產業廠商共同展出。
- 全球電動車及自駕車產業興起，AMPA展中的「智慧運輸系統及解決方案」、「電動車及相關零配件」等也逐漸成為亮點展區。
- 推出展覽官方YouTube頻道「AMPA TV」

第三十八屆（2022年4月20日─4月23日）
- 2022年AMPA展接續數位轉型路線，將原先的線上展示平台「AMPA Online」進行升級，推出了針對參展商的「DigitalGO 數位加值行銷服務」。線上展並於同年4月11日至4月24日開放。
- 本屆展覽在即將開展之際受到台灣疫情升溫因素，邊境尚未對全球買主開放，使國外參觀者入境觀展困難，並且對於國內參觀者人數也造成重大影響。
- 因應全球車輛產業永續發展趨勢，首度舉辦「AMPA ESG Achievement （页面存档备份，存于）」永續評選活動。首屆共有明泰科技、致茂電子、磁震科技、傑俐科技、奇異科技、台灣易格斯、南晃交通、彪雅、飛宏科技、士林電機、星博電子、大亞電線電纜、友聯車材、智佳電子，巨輪興業及新東制動等16家業者參與。

### 「360º MOBILITY」全方位移動產業展時期
因應全球車輛移動發展趨勢，自2023年起TAIPEI AMPA便開始啟動整合以及全方位轉型。
第三十九屆（2023年4月12日─4月15日）
- 本屆「台北國際汽車零配件展(Taipei AMPA)」、「台北國際車用電子展(Autotronics Taipei)」兩展首度與由外貿協會所主辦，全臺唯一專注於電動車及自駕車的「台灣國際智慧移動展 (2035 E-Mobility Taiwan) （页面存档备份，存于）」同期同地舉辦。展覽內容涵蓋從汽機車零配件、車用電子，再到電動車與自駕車等智慧移動等軟硬體系統解決方案。
- 後疫情時代實體展覽回歸正常，線上展進入輔助角色準備退場。因仍有部分參展商對於疫情仍有顧慮，因此本屆仍保留線上展平台及「DigitalGO 數位加值行銷服務」。但後續展覽官網已強化廠商介紹及產品型錄功能，線上展平台自本屆後開始退場。
- 由於ESG議題廣受國際車廠及產業供應鏈重視，AMPA展在今年擴大了「ESG Achievement」活動，並首度與「SGS Taiwan 台灣檢驗科技有限公司」合作，共同建立評選機制與評分審核。新增Golden ESG Achievement標誌，以鼓勵在ESG方面表現突出之參展企業，並將ESG永續經營理念推廣給更多業者，本屆共計有研華、智易科技、致茂電子、精強科技、鉅祥實業、和泰汽車、士林電機、喬越實業、大亞電線電纜、高柏科技、智佳電子、馳諾瓦等30家企業參與。
- 首度推出「機車產業形象區」，邀請包含SYM三陽工業、AEON宏佳騰機車、PGO摩特動力、其昜電動車以及機車零配件相關業者，展出台灣完整的機車產業生態系。

第四十屆（2024年4月17日─4月20日）
第四十一屆（2025年4月23日─4月26日）

## 資料來源
1. ↑  （中文）. 經濟日報. 1980年12月1日: 9.
2. ↑  （中文）. 商展版 (經濟日報). 1984年4月23日: 5.
3. ↑  （中文）. 經濟日報. 1985年5月4日: 10.
4. ↑  （中文）. 經濟日報. 1986年1月5日: 6.
5. ↑  （中文）. 經濟日報. 1986年1月30日: 9.
6. ↑  （中文）. 經濟日報. 1987年2月17日: 9.
7. ↑  （中文）. 車輛暨零配件展會場掠影 (經濟日報). 1987年5月22日: 9.
8. ↑  （中文）. 車輛暨零配件展會場掠影 (經濟日報). 1987年5月22日: 9.
9. ↑  （中文）. 車輛暨零配件展會場掠影 (經濟日報). 1987年5月22日: 9.
10. ↑  （中文）. 專輯 (經濟日報). 1988年5月23日: 22.
11. ↑  （中文）胡國威; 黃淑玲. . 焦點新聞 (聯合報). 1989年5月14日: 3.
12. ↑  （中文）中央通訊社. . 生活新聞 (民生報). 1989年5月14日: 18.
13. ↑  （中文）. 台北國際汽車暨零配件展快訊 (經濟日報). 1990年5月15日: 20.
14. ↑  （中文）周兆良. . 地方綜合經濟 (經濟日報). 1990年5月17日: 18.
15. ↑  （中文）周兆良. . 產業一版 (經濟日報). 1990年5月19日: 10.
16. ↑  （中文）. 消費新聞 (民生報). 1991年5月16日: 10.
17. ↑  （中文）高世樁. . 專輯 (經濟日報). 1991年5月1日: 21.
18. ↑  （中文）. 消費新聞 (民生報). 1992年5月15日: 19.
19. ↑  （中文）. 工商服務 (經濟日報). 1992年5月15日: 19.
20. ↑  （中文）曾增勳. . 生活 (聯合報). 1992年5月16日: 5.
21. ↑  （中文）周兆良. . 企業產銷一版 (經濟日報). 1992年5月22日: 6.
22. ↑  （中文）徐世華. . 汽車 (民生報). 1993年5月8日: 37.
23. ↑  （中文）林學恆. . 會場掠影 (經濟日報). 1993年5月8日: 24.
24. ↑  （中文）. 車輛百貨 (經濟日報). 1994年5月17日: 16.
25. ↑  （中文）張玉文. . 消費理財 (聯合報). 1994年5月18日: 18.
26. ↑  （中文）林天良. . 企業產銷二版 (經濟日報). 1994年9月21日: 12.
27. ↑  （中文）戴辰. . 車輛零配件展專輯 (經濟日報). 1999年5月15日: 27.
28. ↑  （中文）黃嘉裕. . 綜合產業 (經濟日報). 2000年5月18日: 32.
29. ↑  （中文）吳青常. . 汽機車零配件展專刊 (經濟日報). 2001年5月18日: 2.
30. ↑  （中文）萬中一. . 傳統、綜合 (經濟日報). 2003年5月23日: 29.
31. ↑  （中文）萬中一. . 中小企業 (經濟日報). 2003年5月24日: 14.
32. ↑  （中文）萬中一. . 傳統、綜合 (經濟日報). 2004年5月6日: 33.
33. ↑  （中文）. 傳統綜合 (經濟日報). 2005年5月12日: C7.
34. ↑  （中文）陳志光. . 台北國際汽機車零配件展專刊 (經濟日報). 2005年5月13日: E2.
35. ↑  （中文）陳志光. . 台北國際汽機車零配件展專刊 (經濟日報). 2005年5月13日: E2.
36. ↑  （中文）李炎奇. . 活動要聞 (經濟日報). 2006年5月6日: B1.
37. ↑  （中文）鄒淑文. . 商業情報 (經濟日報). 2007年3月28日: D1.

## 外部連結
- 台北國際汽機車零配件展 TAIPEI AMPA 官網 （页面存档备份，存于）（暨台北國際車用電子展）
- 台灣國際智慧移動展 2035 E-Mobility Taiwan 官網 （页面存档备份，存于）
- 中國經濟通訊社：台灣車輛零配件總覽雜誌（英文版 （页面存档备份，存于）、繁體中文版 （页面存档备份，存于）、簡體中文版 （页面存档备份，存于））